# Amondans
Amondans ist eine französische Gemeinde mit 86 Einwohnern (Stand: 1. Januar 2022) im Département Doubs in der Region Bourgogne-Franche-Comté.

## Geographie
Amondans liegt auf 497 m über dem Meeresspiegel, etwa neun Kilometer westsüdwestlich von Ornans und 19 km südlich der Stadt Besançon (Luftlinie). Das Dorf erstreckt sich im Jura, auf einer Hochfläche am Nordrand des Plateaus von Amancey, südlich des tief eingeschnittenen Tals der Loue.
Die Fläche des 5,68 km² großen Gemeindegebiets umfasst einen Abschnitt des französischen Juras. Der zentrale Teil des Gebietes wird von der Hochfläche von Amondans eingenommen, die durchschnittlich auf 500 m liegt. Sie stellt einen nördlichen Ausläufer des Plateaus von Amancey dar und ist teils von Wiesland, teils auch von Wald bestanden. Gegen Süden steigt das Plateau leicht an, so dass hier mit 530 m die höchste Erhebung von Amondans erreicht wird. Der nördliche Abschluss der Hochfläche bildet die Grande Côte (527 m), die steil zur Loue abfällt. Sowohl im Westen als auch im Osten fällt das Plateau zu den umliegenden, tief eingeschnittenen Erosionstälern ab. Im Osten verläuft die Grenze entlang dem Ruisseau de la Mée. Die westliche Abgrenzung bilden der Ruisseau de Malans (auch Ruisseau d’Amondans) im Val Sainte-Marie und die Loue. Oft werden die Steilhänge dieser Erosionstäler an der Oberkante von markanten, teils überhängenden Kalkfelswänden gekrönt.
Nachbargemeinden von Amondans sind Cademène und Cléron im Norden, Fertans  und Malans im Süden sowie Lizine und Rurey im Westen.

## Geschichte
Erstmals urkundlich erwähnt wird Amondans im 13. Jahrhundert. Im Mittelalter gehörte das Dorf zunächst den Herren von Scey und später zum Haus Chalon-Arlay. Unter der Familie Montrichard wurde Amondans im 16. Jahrhundert eine eigene kleine Herrschaft. Zusammen mit der Franche-Comté gelangte das Dorf mit dem Frieden von Nimwegen 1678 an Frankreich. 1972 wurde Amondans mit Cléron, Fertans und Malans zur Großgemeinde Amancey fusioniert, erhielt jedoch bereits 1978 seine Selbständigkeit wieder zurück. Seit 1993 ist Amondans Mitglied des 19 Ortschaften umfassenden Gemeindeverbandes Communauté de communes Amancey-Loue-Lison.

## Sehenswürdigkeiten
Mit dem Bau der heutigen Dorfkirche von Amondans wurde im Dezember 1805 begonnen. Das ursprünglich aus dem 16. Jahrhundert stammende Schloss wurde im 18. Jahrhundert umgestaltet. Im alten Ortskern sind zahlreiche Bauernhäuser im charakteristischen jurassischen Stil aus dem 17. bis 19. Jahrhundert erhalten.

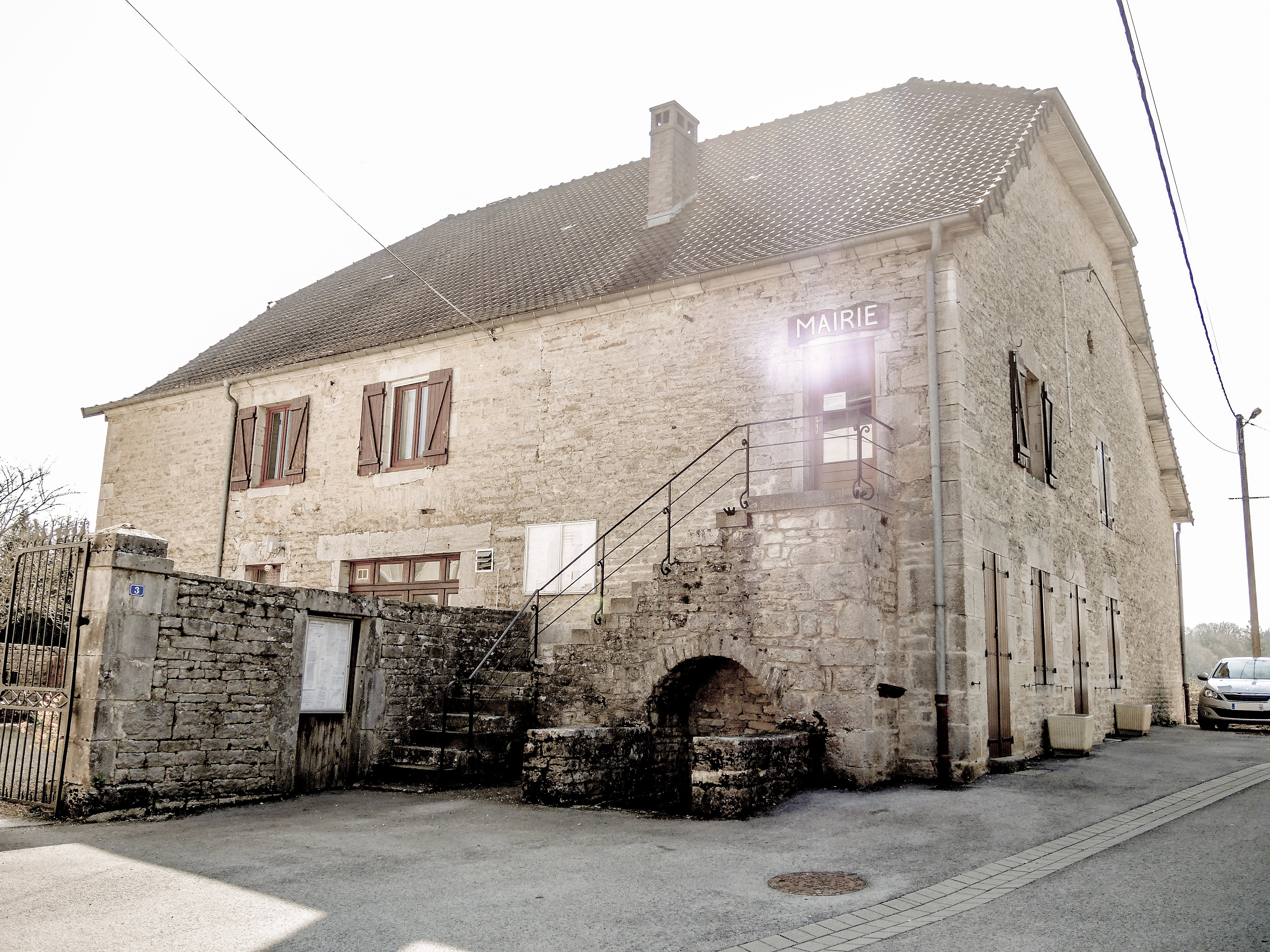
Mairie Amondans
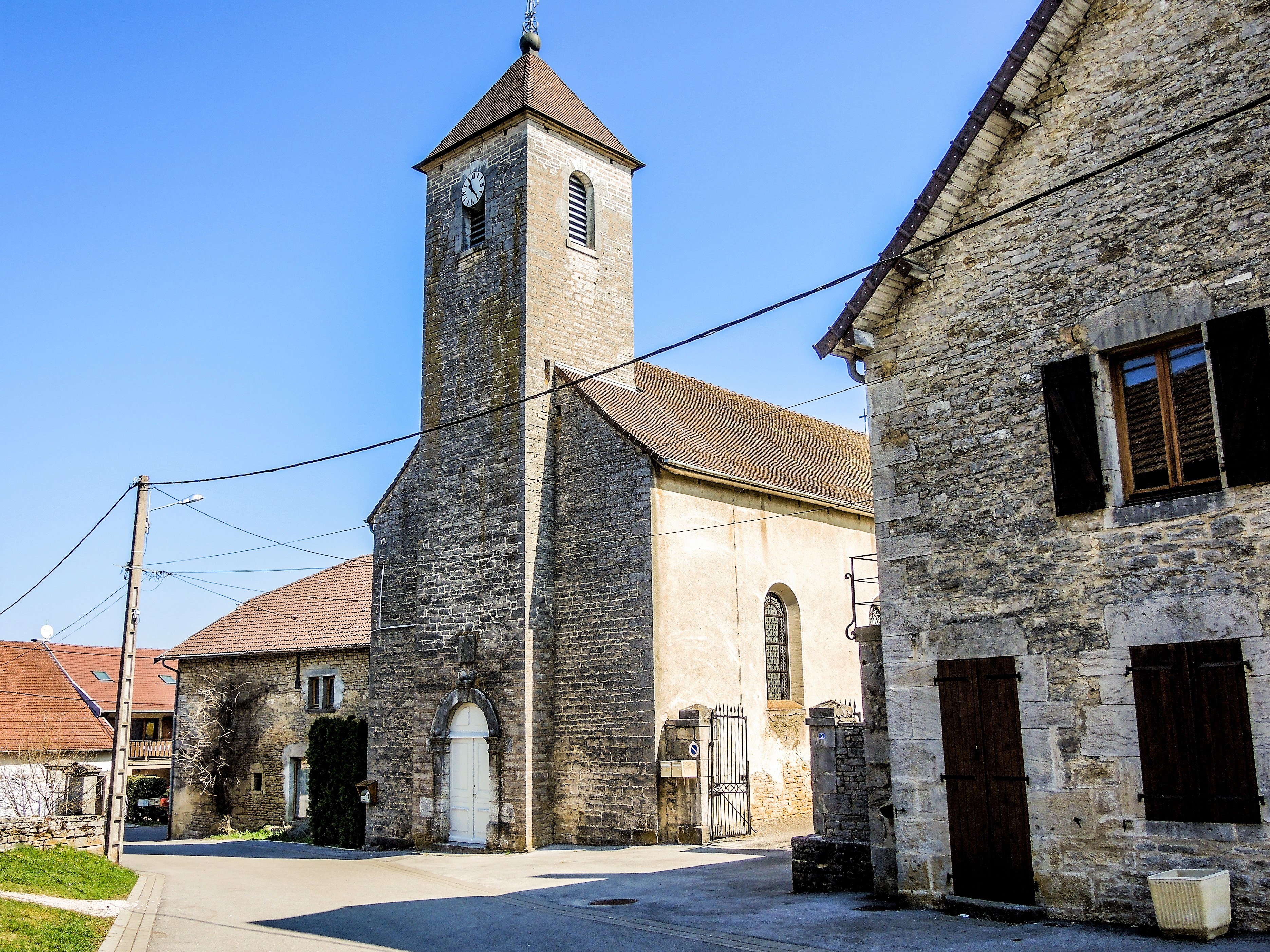
Kirche der Unbefleckten Empfängnis
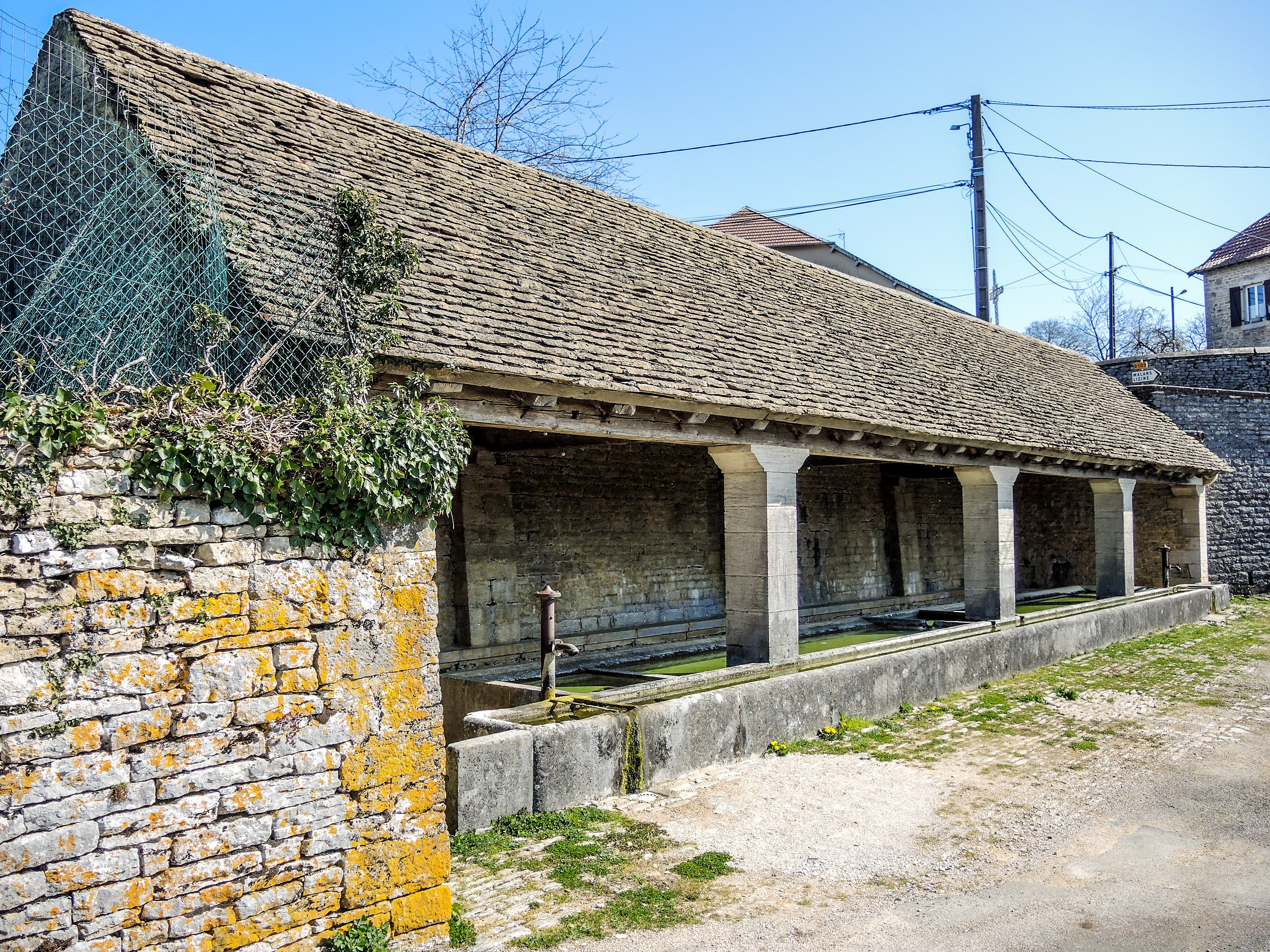
Ehemaliges Lavoir

## Bevölkerung
| Jahr                       | 1962 | 1968 | 1975 | 1982 | 1990 | 1999 | 2006 | 2016 |
| Einwohner                  | 84   | 79   | 67   | 61   | 77   | 96   | 87   | 89   |
| Quellen: Cassini und INSEE |      |      |      |      |      |      |      |      |

Mit 86 Einwohnern (1. Januar 2022) gehört Amondans zu den kleinsten Gemeinden des Département Doubs. Nachdem die Einwohnerzahl in der ersten Hälfte des 20. Jahrhunderts markant abgenommen hatte (1881 wurden noch 219 Personen gezählt), wurde seit Beginn der 1980er Jahre wieder ein leichtes Bevölkerungswachstum verzeichnet.

## Wirtschaft und Infrastruktur
Amondans war bis weit ins 20. Jahrhundert hinein ein vorwiegend durch die Landwirtschaft (Ackerbau, Obstbau und Viehzucht) und die Forstwirtschaft geprägtes Dorf. Daneben gibt es heute einige Betriebe des lokalen Kleingewerbes. Mittlerweile hat sich das Dorf auch zu einer Wohngemeinde gewandelt. Viele Erwerbstätige sind Wegpendler, die in den größeren Ortschaften der Umgebung ihrer Arbeit nachgehen.
Die Ortschaft liegt abseits der größeren Durchgangsstraßen an einer Departementsstraße, die von Cléron nach Quingey führt. Eine weitere Straßenverbindung besteht mit Fertans.